# WASP-8 b
WASP-8b — экзопланета, открытая телескопом SuperWASP. 1 апреля 2008 года Дон Поллако из Королевского Университета в Белфасте сообщил об этом на Национальной Астрономической Встрече. Находясь в 49 парсеках от Солнца, эта планета — самая близкая из открытых SuperWASP, она ближе к Земле, чем HD 17156 и HD 149026. Планета имеет более высокую плотность, чем Юпитер.